# Canthon simplex
Canthon simplex är en skalbaggsart som beskrevs av Leconte 1857. Canthon simplex ingår i släktet Canthon och familjen bladhorningar. Inga underarter finns listade.